# Русабров Євгеній Теодорович
Євгеній Теодорович Русабров (17 жовтня 1955, Харків — 17 січня 2013, Бат-Ям) — театрознавець, театральний критик, педагог.

## Життєпис
Публікував статті у періодиці з 1977 року.
В 1982 закінчив Харківський институт мистецтв (театрознавчий факультет).
У 1983-1985 завідувач літературної частини Нижнєтагільського міського театру ляльок.
З 1986 викладав у Харківському інституті (університеті) мистецтв на кафедрі театру ляльок, кафедрі театрознавства, у 2004-2012 —завідувач кафедри майстерності актора та режисури театру анімації (перейменованої згідно його концепції театру анімації).
З 1992 член Спілки театральних діячів України, був членом Правління, головою секції критики Харківського міжобласного відділення.
Ініціатор та співзасновник міжнародного фестивалю театрів ляльок та інших форм сценічної анімації "Anima" (Харків, 2004-2008), співзасновник фестивалів «Театрон», «Курбалесія».
Був головою і членом журі багатьох регіональных, республиканських та міжнародних театральних фестивалів, зокрема «Лялькова веселка» (Запоріжжя), «Різдвяні містерії» (Луцьк), «Добрий театр» (Енергодар), «Січеславна» (Дніпропетровськ).

## Сім'я
- Дід — Фрумін Лев Лазаревич (1901-1958), доктор медичних наук, професор, головний лікар лікарні.
- Бабуся — Бромберг Евеліна Давидівна (1904–1977), доктор медичних наук, професор, завідувачка кафедри в Харківському інституті удосконалення лікарів.
- Батько — Теодор Мойсейович Русабров, скрипаль, співак, соліст-вокаліст Харківського театру музичної комедії, згодом Волгоградського музичного театру.
- Мати — Золотовицька (Фруміна) Ірма Львівна — музикознавець, журналіст, педагог, декан, професор Харківського інституту мистецтв. Мешкає в Ізраїлі з 1990 року. Професор Тель-Авівської Музичної Академії при університеті.
- Вітчим — Золотовіцький В'ячеслав Якович (нар. 1931), лікар-невропатолог, кандидат медичних наук, співробітник Харківського науково-дослідного інституту здоров'я дітей і підлітків. Мешкає в Ізраїлі з 1990 року. Лікар та керівник власної приватної клініки в Ізраїлі. З'явився в житті Євгенія Теодоровича, коли тому було 5 років.
- Сестра — Золотовицька Ольга В'ячеславівна (нар. 1963), мешкає в Ізраїлі з 1990 року. Завідує одним з відділень в поліклініці.
- Діти — Русаброва Анастасія (нар. 1986), Русабров Анатолій (нар. 1992), Русаброва Єлізавета (нар. 1999)

## Нагороди
Творча премія Харківського міськвиконкому в галузі театральної критики та театрознавства ім. Г. Квітки-Основ'яненка (2004).

## Вшанування пам'яті
- У Харківському університеті мистецтв проводяться Всеукраїнські науково-практичні конференції пам'яті театрознавця Є.Т. Русаброва (з 2014).
- У рамках міжнародного фестивалю недержавних театрів "Курбалесія" започатковано премію ім. Є. Русаброва для переможця конкурсу усних рецензій (з 2014).

## Друковані праці Є. Русаброва
- Русабров Е. Т. Театр кукол как модель диалектики синтеза и суверенности искусств // Синтез искусств: театр, музыка, кино : материалы межвуз. науч. конф. – Тюмень, 1992. – Т. 2. – С. 88–96.
- Русабров Е. Т. Мифология оживающей статуи в творчестве А.С. Пушкина // Вісник Харківського університету. № 449. Пушкін наприкінці XX століття. Харків, 1999. С. 12-16.
- Rusabrov E. Puppetry as a model in theater conceptions and «revolution» // Approaching a New Millennium : Lessons from the Pas-Prospects for the Future : Proceedings of the 7th Conference of the International Society for the Study of European Ideas (ISSEI), 14–18 August 2000, University of Bergen, Norway. – Bergen, 2000. – P.118-131.
- Русабров Є. Т. Типологія театру ляльок // Проблеми загальноï професійноï педагогіки. Збірник наукових праць. Харків, 2000. С. 61-70.
- Русабров Є. Т. Театр ляльок як типологічна модель режисерського театру // Київське музикознавство : зб. ст. –– К., 2001. – Вип. 6. – С. 313–323.
- Русабров Є. Т. Образ марионетки в модели мира Генриха фон Клейста // Проблеми взаємодіï мистецтва, педагогіка та теоріï I практики освіти. Збірник наукових праць. Вип. 6. – Харків, 2001. С. 96-103.
- Русабров Е. Т. Театр кукол-автоматов как культурологическая модель // Проблеми взаємодіï мистецтва, педагогіки та теоріï i практики освіти. Збірник наукових праць. Випуск 7. Київ: Науковий світ, 2001. С. 96-103.
- Русабров Є. Т. Театр ляльок як типологічна модель режисерського театру // Киïвське музикознавство. Збірка статей. Випуск 6. Київ, 2001. С. 313-323.
- Русабров Е. Т. Театр анимации как принцип формообразования в романе Густава Мейринка «Голем» / Е. Т Русабров // Проблеми взаємодії мистецтва, педагогіки та теорії і практики освіти : зб. наук. пр. / Харк. держ. ун-т мистецтв ім. І. П. Котляревського. – Харків, 2004. – Вип. 13. – С. 215–226.
- Русабров Е. Т. К определению театра анимации // Критика. Драматургия. Театр : из докл., представл. на V–IX Международных чтениях молодых учёных памяти Л. Я. Лившица. – Харьков, 2005. – С. 52–59.
- Русабров Є. Т. Компоненти та художні засоби театру анімації // Проблеми взаємодії мистецтва, педагогіки та теорії і практики освіти : зб. наук. пр. / Харк. держ. ун-т мистецтв ім. І. П. Котляревського. – Х., 2005. – Вип. 15. – С. 219–225.
- Русабров Е. Т. Лесь Курбас и Лев Выготский: пересекающиеся параллели // Лесь Курбас – Людина театру : матеріали міжнар. наук. конф., 26–27 берез. 2007 р. / М-во культури і туризму України, Харк. держ. академія культури, Акад. мистецтв [та ін.]. – Харків, 2007. – С. 62–67.
- Русабров Е. Т. Театр анимации и роман Густава Мейринка «Голем» // Сборник материалов лаборатории «Кукла». – М., 2008. – № 7. – С. 83 – 89.
- Русабров Е. Т. От театра кукол к театру анимации // Сборник материалов Международной конференции «Проблемы творчества и художественного восприятия в современном театре кукол». – М., 2008. – С. 42-49.
- Русабров Є. Т. «Безличное – вочеловечить»: кафедра майстерності актора та режисури театру анімації // Pro Domo Mea : До 90-річчя з дня заснування Харк. держ. ун-ту мистецтв ім. І. П. Котляревського : нариси. – Харків, 2007. – С. 284–289.
- Русабров Е. Т. Время наших надежд // Зоряний час Університету мистецтв : нариси до 95-річчя утворення ХНУМ ім. І. П. Котляревського / ред.-упоряд. Г. І. Ганзбург. – Харків, 2012. – С. 277–303.